# Nákappattinam
Nákappattinam (tamilsky நாகப்பட்டினம்) je město v Tamilnádu, jednom z indických svazových států. K roku 2011 měl přes 102 tisíc obyvatel.

## Poloha
Leží v na Koromandelském pobřeží Bengálského zálivu v jižní části delty Kávérí. Od Čennaí je vzdálen přibližně 250 kilometrů jižně.

## Dějiny
Nákappattinam zmínil poprvé již Klaudios Ptolemaios v 2. století. V 13. století jej zmiňuje Rašíd al-Dín Hamadání.
V šestnáctém století se stalo součástí portugalské koloniální říše, následně jej v roce 1660 získala nizozemská koloniální říše a pak v roce 1781 britská koloniální říše.

## Obyvatelstvo
Převažujícím náboženstvím je hinduismus (71 %), dalšími významně zastoupenými jsou islám (25 %) a křesťanství (4 %). Pro 99 % obyvatelstva je rodnou řečí tamilština.